# Schwartzkopffstraße (metropolitana di Berlino)
La stazione di Schwartzkopffstraße è una stazione della linea U6 della metropolitana di Berlino.
È posta sotto tutela documentale (Denkmalschutz).

## Storia
La stazione di Schwartzkopffstraße venne attivata l'8 marzo 1923, come parte della prima tratta della nuova linea C della metropolitana.
Il 9 aprile 1951 prese il nome di "Walter-Ulbricht-Stadion", riferendosi al nuovo stadio che era sorto nelle vicinanze.
Con la costruzione del cosiddetto "muro di Berlino", il 13 agosto 1961, la stazione venne chiusa al traffico, diventando una delle cosiddette "stazioni fantasma"; i treni continuavano a correre, ma senza effettuare le fermate nel territorio di Berlino Est.
Durante il periodo di chiusura, il 15 marzo 1973, vi fu un nuovo cambio di denominazione, in "Stadion der Weltjugend": infatti lo stadio era stato ribattezzato in tal modo, e probabilmente le autorità orientali speravano in una futura riapertura della stazione.
A seguito della svolta politica del 1989 nella Repubblica Democratica Tedesca, che facilitò il traffico di persone fra i due Stati tedeschi, la stazione venne riaperta il 1º luglio 1990, poco prima della riunificazione.
Il 3 ottobre 1991 riacquisì la denominazione originaria di "Schwartzkopffstraße".
Nel 1993 la stazione fu sottoposta ad importanti lavori di rinnovamento, che comportarono il prolungamento del marciapiede fino ad una lunghezza di 105 metri, e al ripristino della decorazione originaria.

## Strutture e impianti
Si tratta di una stazione sotterranea, con due binari serviti da una banchina centrale ad isola.

## Servizi
La stazione dispone di:
- Scale mobili[senza fonte]
- Fermata autobus di passaggio